# Yalvaciana yalvaci
Yalvaciana yalvaci is een rechtvleugelig insect uit de familie sabelsprinkhanen (Tettigoniidae). De wetenschappelijke naam van deze soort is voor het eerst geldig gepubliceerd in 1974 door Demirsoy.